# منوچهر اقبال
منوچهر اقبال (۲۱ مهر ۱۲۸۸ – ۴ آذر ۱۳۵۶) سیاستمدار، پزشک بیماری‌های عفونی، رئیس دانشگاه تهران، مدیرعامل شرکت ملی نفت ایران و یک دوره نخست‌وزیر ایران بود.

## خانواده و تحصیلات
پدرش میرزا ابوتراب خان مقبل‌السلطنه خراسانی معروف به اقبال‌التولیه بود. پس از گذراندن تحصیلات ابتدائی در مشهد در سال ۱۳۰۰ همراه با پدرش که به نمایندگی مجلس شورای ملی (در دورهٔ چهارم) انتخاب شده بود به تهران رفت و در مدارس ثروت، علمیه و دارالفنون در سراسر دوران تحصیل شاگرد اول بود و در سال ۱۳۰۵ به هزینه پدرش برای ادامه تحصیل به فرانسه رفت.
اقبال در سال ۱۳۱۲ پس از پایان تحصیلات در دانشکده پزشکی دانشگاه پاریس و عرضه پایان‌نامه‌ای که نشان درجه اول علمی گرفت به ایران بازگشت. پس از خدمت نظام وظیفه، مدتی رئیس بهداری مشهد بود و سپس به تهران منتقل شد. در تهران در بیمارستان رازی مشغول به کار شد و به ریاست بخش بیماری‌های عفونی این بیمارستان رسید. از سال ۱۳۱۸ تدریس در دانشکده پزشکی دانشگاه تهران را آغاز کرد و صاحب کرسی بیماری‌های عفونی در این دانشکده شد.

## سیاست
اقبال تصدی مشاغل مهم دولتی را با معاونت وزارت بهداری در کابینه اول قوام در سال ۱۳۲۱ آغاز کرد که در دولت‌های علی سهیلی و ساعد نیز که بعد از احمد قوام روی کار آمدند، این سمت را حفظ کرد. در شهریور ۱۳۲۳ که ساعد کابینه‌اش را ترمیم کرد، سرپرستی وزارت بهداری را به اقبال سپرد. او سپس با عضویت در حزب اراده ملی سیدضیا و حزب دموکرات قوام‌السلطنه وارد سیاست شد.
اقبال در ۲۸ بهمن ۱۳۲۴ برای نخستین بار به وزارت رسید و احمد قوام او را به عنوان وزیر بهداری به مجلس معرفی کرد. قوام در نقشه‌ای که برای جلب اعتماد شوروی جهت حل قضیه آذربایجان داشت، سه وزیر توده‌ای وارد کابینه‌اش کرد و از جمله وزارت بهداری را به مرتضی یزدی داد و اقبال را به وزارت پست و تلگراف فرستاد. پس از اجرای نقشه‌اش و حل قضیه آذربایجان، وزرای توده‌ای را کنار گذاشت و اقبال را دوباره به وزارت بهداری برگرداند.
شش ماه پس از سقوط کابینه قوام که عبدالحسین هژیر نخست‌وزیر شد، اقبال را وزیر فرهنگ کرد. او سپس در کابینه ساعد وزیر بهداری شد و همزمان وزارت کشور را هم سرپرستی می‌کرد. ترور نافرجام شاه در دوره سرپرستی او بر وزارت کشور رخ داد و گزارش ماجرا را او به مجلس داد. اقدامات دولت پس از ترور شاه باعث شد مظفر بقائی، حسین مکی و ابوالحسن حائری‌زاده دولت را به استیضاح بکشند و عمده دفاع از دولت به عهده اقبال بود. بقائی در جریان استیضاح، اقبال را «وزیر مارک‌دار» و مهره دربار و رزم‌آرا خطاب کرد.
نزدیک به پایان سال ۱۳۲۷ اقبال وزیر کشور شد. در اواخر عمر دولت ساعد از این سمت کنار رفت و در دولت بعدی که علی منصور تشکیل داد، وزیر راه شد. با روی کار آمدن سپهبد رزم‌آرا در پنجم مرداد ۱۳۲۹ به استانداری آذربایجان منصوب شد و این زمان با مهندس رفیع فرهور مدیر راه‌آهن و کشتیرانی آذربایجان آشنا شد. همزمان ریاست دانشگاه تبریز را نیز عهده‌دار بود. در سال ۱۳۳۱ به اروپا رفت و پس از کودتای ۲۸ مرداد ۱۳۳۲ به ایران بازگشت و سناتور انتصابی تهران شد و سپس به وزارت دربار رسید.
اقبال در ۱۵ فروردین ۱۳۳۶ به نخست‌وزیری منصوب شد و تا شهریور ۱۳۳۹ این سمت را داشت. در دوران نخست‌وزیری او حزب مِلّیون به رهبری او و حزب مردم به رهبری امیراسدالله علم تشکیل شد.انتخابات دوره بیستم مجلس شورای ملی در دوران نخست‌وزیری اقبال انجام گرفت. بعد از اعتراض‌هایی که از سوی احزاب و مردم شد، شاه این انتخابات را مردود اعلام کرد و منوچهر اقبال از سمت خود استعفاء داد.
وی در انتخابات دوره بیستم مجلس شورای ملی برای حوزه انتخابیه کاشمر شرکت کرد و از ۱۱٬۳۹۶ رأی ۵٬۷۸۰ رأی را کسب کرد که در ۵ بهمن ۱۳۳۹ استعفا داد و ابوالقاسم تفضلی جای او را گرفت شد.
جعفر شریف امامی که بعد از منوچهر اقبال به نخست‌وزیری رسید علت سقوط دولت اقبال را به سه دلیل دانسته است: اول: وضع نامطلوب اقتصادی کشور به دلیل عدم دقت در مصارف ارزی به نحوی که بانک مرکزی سخت نگران وضع ارزی شده بود.
دوم:مسئله انتخابات و جنجال‌ها و بدگویی‌هایی که بخاطر رقابت دو حزب مِلّیون و حزب مردم صورت گرفته بود و در اذهان اثر بدی گذاشته بود. سوم: سیاست خارجی اقبال که بخاطر سخنانی باعث رنجش شوروی شده بود بدون اینکه منفعت ملی برای کشور داشته باشد
اقبال پس از نخست‌وزیری به ریاست دانشگاه تهران منصوب شد. دانشجویان در تظاهراتی اتومبیلش را آتش کشیدند. پس از این اقبال از ایران خارج شد. در سال ۱۳۴۲ که به ایران بازگشت به سمت مدیرعامل شرکت ملی نفت ایران منصوب شد و تا پایان حیات خود در این سمت باقی ماند.
منوچهر اقبال مؤسس سازمان نظام پزشکی بود.
اقبال، در تاریخ ۴ آذر ۱۳۵۶ بر اثر سکته در ۶۸ سالگی بدرود حیات گفت.